# 존 J. 설리번

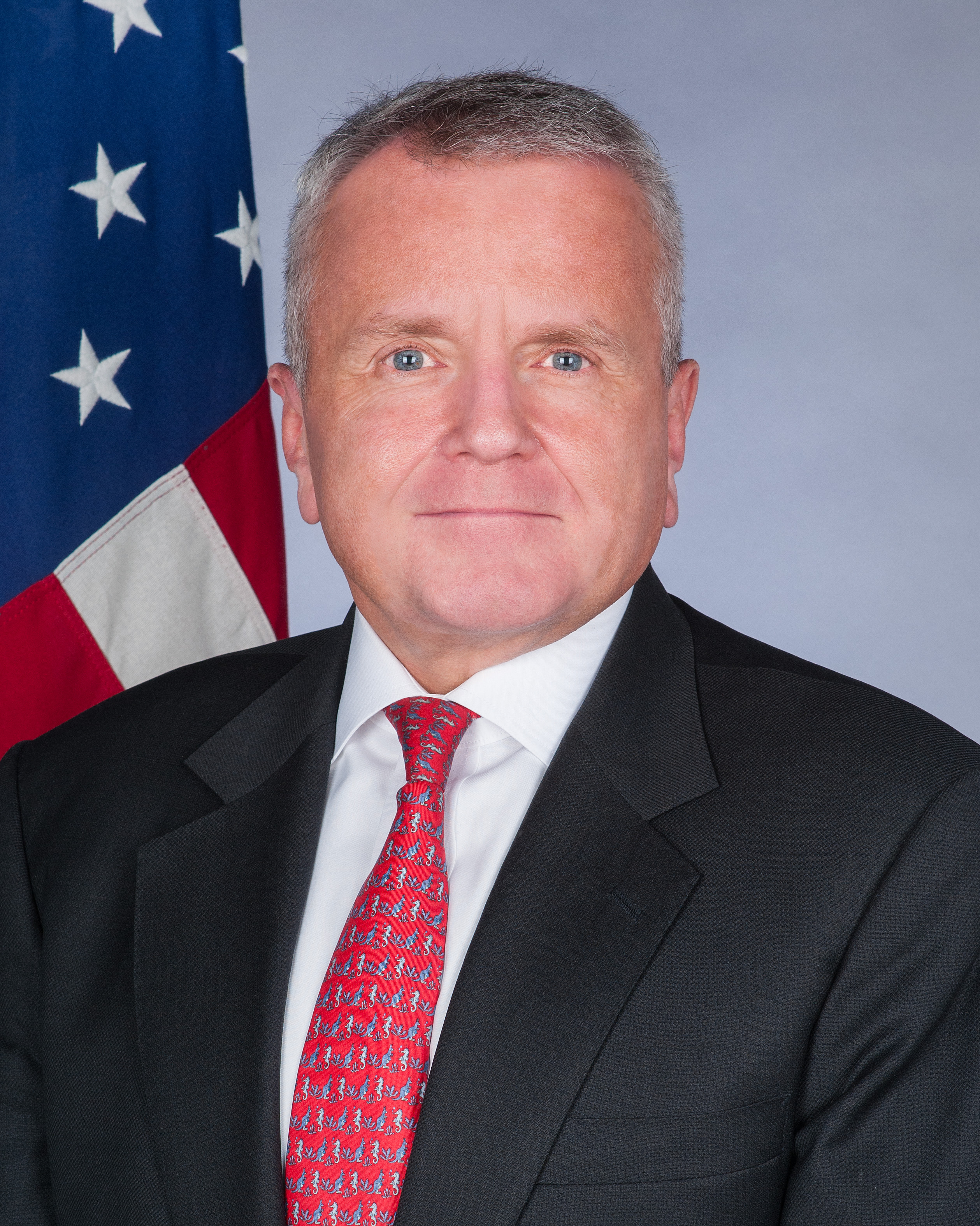
2017년 공식 초상화

존 J. 설리번(John J. Sullivan, 본명: 존 조셉 설리번, John Joseph Sullivan, 1959년 11월 20일 ~ )은 2020년부터 2022년까지 러시아 주재 미국 대사를 역임했으며, 이전에는 2017년부터 2019년까지 제19대 미국 국무부 부장관을 역임한 미국의 변호사이자 정부 관료이다. 공화당 (미국) 의원인 설리번은 2018년 4월 1일부터 2018년 4월 26일까지 미국의 국무장관 대행을 역임했으며, 2018년 3월 13일 도널드 트럼프 대통령이 렉스 틸러슨 국무장관을 해임한 후 틸러슨의 공식 후임은 마이크 폼페오이다.틸러슨은 2018년 3월 31일까지 공식적으로 퇴임하지 않았다. 그러나 설리번은 3월 13일부터 국무장관의 모든 책임을 위임받았다.
2019년 10월 11일 트럼프 대통령은 설리번을 러시아 주재 미국 대사로 지명했다. 2019년 12월 12일 미국 상원은 70-22 투표로 그의 지명을 확인했다.
설리번은 조 바이든의 대통령 취임 기간 동안 러시아 대사로 남아있었다. 2022년 9월 4일 설리번은 모스크바를 떠나 은퇴하겠다고 밝혔다. 영구 후임자가 지명될 때까지 모스크바 주재 미국 외교관 자리는 설리번 대신 엘리자베스 루드 러시아 주재 미 공관부사령관이 맡았다. 백악관은 9월 20일 린 트레이시 전 아르메니아 주재 미국대사를 후임으로 지명했다고 발표했다.